# کاکایی شرق سیبری
کاکایی شرق سیبری (نام علمی: Larus vegae) نام یک گونه از سرده کاکایی است.

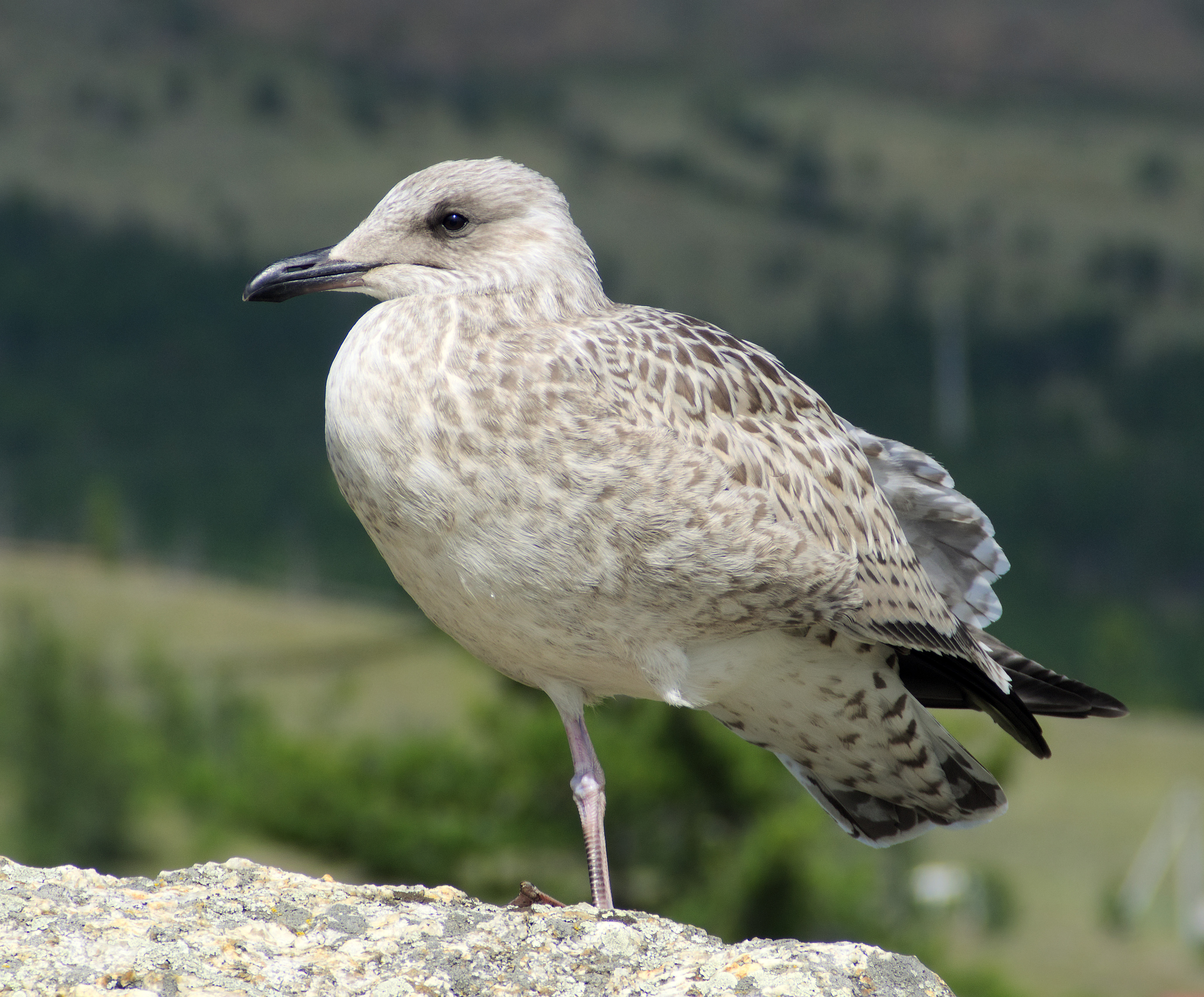
Larus vegae mongolicus
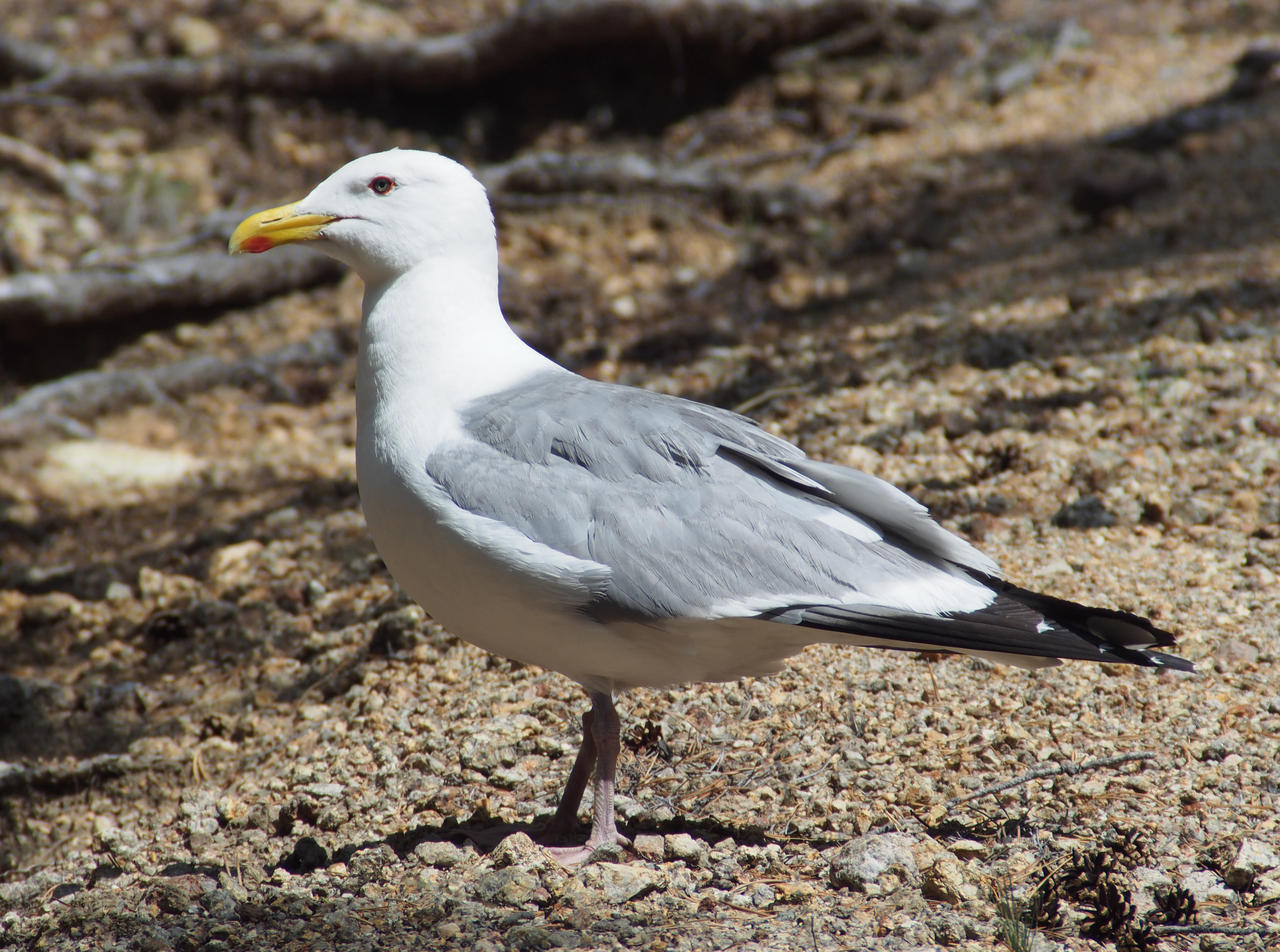